# Bodyheat
"Bodyheat" (algumas vezes como "Body Heat") é uma canção gravada por James Brown. Foi lançada em 1976 em single de duas partes pela Polydor Records e também aparece no álbum de mesmo nome. Alcançou o número 13 da parada R&B e 88 da parada Pop. Foi a última canção de Brown a aparecer na Billboard Hot 100 até "Living in America" em 1985.
Performances ao vivo desta canção aparecem nos álbuns Hot on the One (1980) e Live in New York (1981). Uma mixagem alternativa da versão de estúdio foi incluída como faixa bônus na reedição da compilação Motherlode em 2003.